# انقلاب 2019 في السودان
ازيح البشير من الحكم في 2019 في السودان عشيّة العاشر من نيسان/أبريل عام 2019 حيثُ تمت إزاحة الرئيس السوداني عمر البشير من السلطة بواسطة الجيش السوداني عقبَ احتاجاجات شعبيّة طالبت برحيله. حينَها أطاح الجيش بقيادة أحمد عوض بن عوف بالحكومة والبرلمان وأعلن حالة الطوارئ في البلاد لمدة 3 أشهر تليها فترة انتقالية مدّتها سنتين.
عوض بن عوف؛ والذي كان وزيرًا للدفاع في السودان ونائب الرئيس، أصبح رئيس الدولة بحكم الأمر الواقع كما تم أيضًا تعليق العمل بالدستور، وفرض حظر التجول من الساعة 10 مساءً إلى الساعة 4 صباحًا كما أمرَ بفضّ الاعتصامات الاحتجاجية؛ وذكرت وسائل الإعلام الرسمية أن جميع السجناء السياسيين، بمن فيهم قادة الاحتجاج المناهضين للبشير، قد تم إطلاق سراحهم من السجن.

## خلفيّة
عمّت البلاد احتجاجات عارمة منذ 19 ديسمبر/كانون الأوَل 2018 طالبت بتنحيّة عمر البشير ونظامهِ لعدّة أسباب. حاولَ النظام السوداني حينها قمعها بالقوّة مما تسبب في سقوط قتلى وجرحى منذُ اليوم الأول للانتفاضة ثمّ ازدادت الأمور تعقيدًا شيئًا فشيئًا في ظل إصرار الشعب السوداني على إسقاط النظام مُقابل تعنت السلطات في الاستجابة لمطالب المُتظاهرين. بعدَ حوالي أربع شهور من الاحتجاجات التي تواصلت يوميًا والتي كانت تتصاعدُ وتيرتها تارة وتنخفضُ تارة أخرى؛ حاولَ نظام البشير تهدئة الأوضاع من خِلال توعدهِ بالقيامِ بعددٍ من الإصلاحات على كافّة المستويات لكنّه فشلَ في ذلك ليُقرّ بعدها حالة الطوارئ في محاولة أخرى منه للتخفيف من شدّة الاحتجاجات.
مَع بداية شهر نيسان/أبريل من عام 2019؛ قرّر المحُتجين بمُشاركة تجمع المهنيين السودانيين عقدَ اعتصام مُتواصل قُرب مقر قيادة الجيش حتّى تحقيق كافّة مطالبهم فبدأت بوادر الانقسام في الظهور عقبَ مُحاولة قوات أمنيّة فض الاعتصام بالقوّة مُقابل رفضِ عددٍ من الجنود النظاميين الذين اشتبكوا معها بالرصاص الحيّ مما تسبّب في مقتل 3 جنود على الأقل وإصابة عددٍ آخر غير معروف. تطوّرت الأمور بشكلٍ سريع حيثُ حاولت القوات الأمنيّة مُجددًا اختراق الاعتصام مُستعملةً في ذلك الغاز المسيل للدموع إلّا أن جنودًا سودانيين وقفوا في وجهِ أجهزة الأمن ومنعوهم من التقدم بعدما انتشروا في محيط مقر القيادة العامة في العاصمة وأغلقوا أغلب الطرق المؤديّة للمجمع.

## الأحداث
في صبيحة يوم الخميس الموافق لـ 11 نيسان/أبريل 2019؛ اجتمعَ عددٌ منَ القادة العسكريين للسودان دون حضور الرئيس البشير ثم بعدها بساعات سيطرت القوات المسلحة على مقر الإذاعة والتلفزيون فأتلت بيانًا على لسان وزير الدفاع عوض بن عوف الذي أعلنَ فيهِ إطاحتهُ بالرئيس عمر البشير واعتقاله كما شكّل مجلس عسكري انتقالي يتولى حكم البلاد لمدة عامين وفرضَ حالة الطوارئ في البلاد لثلاثة أشهر فضلًا عن تعطيل دستور عام 2005 وإجراء انتخابات في نهاية المرحلة الانتقالية.

### موقف المعارضة
رفضت «تجمع المهنيين السودانيين» في السودان ما وصفته «بيان انقلابيي النظام» ودعت المحتجين إلى مواصلة اعتصامهم أمام مباني القيادة العامة للقوات المسلحة. وقالت في بيان إن «سلطات النظام نفذت انقلابا عسكريا تعيد به إنتاج ذات الوجوه والمؤسسات التي ثار شعبنا العظيم عليها».
ودعت «تجمع المهنيين السودانيين» إلى «البقاء في الشوارع في كل مدن السودان متمسكين بالميادين والطرقات حتى تسليم السلطة لحكومة انتقالية مدنية تعبر عن قوى الثورة».وأعلن أحمد عوض بن عوف أيضاً إعلان حالة الطوارئ لمدة ثلاث أشهر وفرض حظر التجوال لمدة شهر اعتباراً من مساء الخميس وذكر التلفزيون السوداني الرسمي«أن القوات المسلحة تطالب المواطنين الالتزام بحظر التجوال وعلى المواطنين الألتزام وذلك للمحافظة على سلامتهم، ونظرا لمخاوف قد تترتب على عدم الالتزام بحظر التجوال المعلن في التوقيتات المعلنة من العاشرة مساء وحتى الرابعة صباحا تلفت القوات المسلحة نظر المواطنين الكرام للعناية بذلك حتى تؤدي القوات المسلحة واللجنة الأمنية واجبها في حفظ الأمن والسلامة العامة وأرواح وممتلكات المواطنين».كما أكد قفل الأجواء لمدة 24 ساعة والمداخل والمعابر للسودان حتى إشعار آخر. وأضاف قائلاً: «يمنع الاعتداء على الممتلكات العامة أو الشخصية، تتولى القوات الأمنية فرض النظام العام ومنع التفلت، ومحاربة الجريمة».

### اليوم الثاني
أعلن الفريق أول أحمد عوض بن عوف تنازله عن رئاسة المجلس العسكري الانتقالي، واختيار المفتش العام للقوات المسلحة، الفريق أول عبد الفتاح البرهان، خلفا له.
التطورات المتلاحقة بدأت بعد ساعات من مؤتمر صحفي عقده الفريق أول عمر زين العابدين، رئيس اللجنة السياسية بالمجلس العسكري الانتقالي، كشف خلاله بعضا من ملامح المرحلة الانتقالية التي لن تزيد، وفق تعبيره، عن عامين، وأوضح أن الحكومة الجديدة في السودان ستكون مدنية، مشددا على أن المجلس «لم يأت بحلول ولا يطمع في السلطة»، وأن مهمته الأساسية حفظ أمن واستقرار البلاد والتي قابلها المحتجون في ساحات الاعتصام بالرفض وعدم الوثوق بهذا الوعود. وأعلن تجمع المهنيين السودانيين، الذي يقود الاحتجاجات، رفضه لوعود المجلس العسكري الانتقالي.
وبعد كلمة زين العابدين بسويعات قليلة، أعلن التلفزيون السوداني أن أحمد عوض بن عوف سيلقي بيانا مهما، صرح فيه مساء ذلك اليوم، إنه قرر التنازل عن منصبه، هو ونائبه كمال عبد المعروف، ليخلفه الفريق الركن عبد الفتاح البرهان، ليكون الرئيس الثاني للمجلس العسكري، بعد ساعات من عزل عمر البشير.
من جهة أخرى، أعلنت الشرطة السودانية أن 16 شخصا قتلوا وأصيب 20 آخرون بجروح يومي الخميس والجمعة في الخرطوم من جراء إصابتهم بأعيرة نارية خلال «تفلتات» أمنية و«اعتداءات» استهدفت ممتلكات حكومية وخاصة.

### الاعتقالات
بُعيدَ إصدار بيان القوات المُسلّحة؛ وردت أخبارٌ تُفيد باعتقال العديد من المسؤولين ورموز النظام بما في ذلك رئيس الوزراء محمد طاهر ايلا رئيس حزب المؤتمر الوطني الحاكم أحمد هارون إلى جانبِ عضو المؤتمر الوطني عوض الجاز ووزير الدفاع السابق عبد الرحيم محمد حسين والنائب السابق بكري حسن صالح وكذا علي عثمان محمد طه.

## ما بعدَ الانقلاب
تواصلت الاحتجاجات والتظاهرات ضدّ المجلس العسكري الانتقالي بقيادة عوض بن عوف فاضطرّ هذا الأخير بعدَ أقل من 24 ساعة على استلامهِ لرئاسة المجلس الانتقالي إلى التخلّي عن منصبه وتعيين الفريق عبد الفتاح البرهان رئيسًا جديدًا للمجلس. بعد ذلك؛ أدى البرهان اليمين الدستورية لاستلام مهامه رسميًا مُعلنًا بذلك عن مجموعة من القرارات بما في ذلك التعهد بتشكيل «حكومة مدنية» والتأكيد على أنّ أولوية المجلس الرئيسية هي «الحفاظ على الأمن العام».

## ردود الفعل

### محليًا
عقبَ بث البيان؛ أعلنت «قوى إعلان الحرية والتغيير» عن رفضها لما وصفتهُ «بببيان انقلابيي النظام» ودعت المحتجين إلى مواصلة اعتصامهم أمام مباني القيادة العامة للقوات المسلحة كما أردفت: «إنّ سلطات النظام نفذت انقلابًا عسكريًا تُعيد به إنتاج ذات الوجوه والمؤسسات التي ثار شعبنا العظيم عليها» ونفس الأمر فعلَ تجمع المهنيين الذي دعا الشعبَ «إلى البقاء في الشوارع في كل مدن السودان متمسكين بالميادين والطرقات حتى تسليم السلطة لحكومة انتقالية مدنية تعبر عن قوى الثورة». في نفسِ الوقت؛ استمرت التظاهرات في الشوارع خصوصًا أمام مقر وزارة الدفاع في العاصِمة الخرطوم كمَا هاجم متظاهرون في وقتٍ متأخر من اليوم مقر جهاز الأمن والمخابرات الوطني السوداني في مدينتي بورسودان وكسلا في شرقي البلاد.

### دوليًا
- مصر: عبّرت مصر عبر وزارة خارجيّتها عن دعمها للشعب السوداني.[15]
- فرنسا: أعلنت الدولة الفرنسيّة عن مُراقبتها لتطورات الوضع عن كثب كما دعت النظام السوداني إلى الاستماع إلى صوت الشعب مُعربةً عن دعمها لعمليّة السلام.[16]
- ألمانيا: دعت الدولة الألمانيّة إلى حل سلمي لنزع فتيل الأزمة.[17]
- الولايات المتحدة: أصدرت الولايات المتحدة بيانًا ذكرت فيهِ دعمها للانتقال السلمي للسلطة.
- تركيا: صرح الرئيس التركي رجب طيب أردوغان بأنّه يأمل في عودة الديمقراطية إلى السودان.[18]
- روسيا: أدانت روسيا ما جرى في السودان واعتبرتهُ انقلابًا على السلطة.[19]
- السعودية  الإمارات: قال المجلس العسكري الانتقالي في السودان إن رئيس المجلس الفريق أول عبد الفتاح البرهان التقى وفدا سعوديا إماراتيا مشتركا رفيع المستوى، [20] وأشاد رئيس المجلس بالعلاقات المتميزة بين السودان والسعودية ودولة الإمارات، مشددا على الروابط الأزلية التي تربط بين شعوبها وأكد الوفد المشترك خلال اللقاء حرص السعودية والإمارات على أمن السودان. واستقراره.
- جنوب السودان: أعلن مكتب رئيس جنوب السودان سلفا كير في 17 من أبريل 2019 إن الرئيس عرض المساعدة في التوسط في عملية الانتقال السياسي بالسودان على أمل أن يؤدي الانتقال الجديد إلى عهد جديد في السودان بعد سقوط الرئيس عمر البشير، تحت ضغط احتجاجات شعبية على مدى أسابيع مضيفاً كير إنه مستعد لدعم ”الطموحات الديمقراطية“ للسودان والمساعدة في عملية انتقال سلمي هناك.[21]

المنظمات الدوليّة
- الاتحاد الأوروبي: ناشدَ الاتحاد كافة الأطراف بالامتناع عن العنف والتصعيد، والعمل على إطلاق عملية سلام تأخذ في عين الاعتبار آمال الشعب السوداني في تحقيق الإصلاحات السياسية والاقتصادية.[22]
- المحكمة الجنائية الدولية: طالبت المحكمة الجنائيّة السلطات السودانية بتسليم الرئيس المخلوع عمر حسن البشير تنفيذًا لقرار صادر عن مجلس الأمن الدولي والتعاون في وقتٍ سابق.